# Öre
Öre – moneta zdawkowa w Szwecji, 1/100 korony szwedzkiej. Jej odpowiednikami w Danii i Norwegii są øre – odpowiednio 1/100 korony duńskiej i norweskiej, natomiast w Islandii jest to eyrir.

## Historia
Na początku w Szwecji bito jedynie fenigi, a öre (nazwa pochodząca od rzymskiego aureusa) było wartością obrachunkową dzielącą się na określoną liczbę fenigów. Przez dwa stulecia liczba fenigów liczona na jedno öre była różna w różnych prowincjach i dopiero w XIII wieku ustalono wspólny dla całego państwa system, w którym öre dzieliło się na 24 fenigi.
Öre jako srebrną monetę zaczęto bić ze srebra od 1522 – miało wtedy wartość 1/8 marki. W 1532 była to duża moneta ważąca 4 gramy i mająca średnicę około 30 milimetrów. Ponieważ stop srebra był bardzo niskiej próby, jedna moneta zawierała nieco ponad 1 gram srebra.
Z powodu ubóstwa i licznych wojen zawartość srebra w jednym öre w latach 1604–1624 spadła do 4/10 grama. Po 1624 roku öre bito na ogół z samej miedzi, a do öre srebrnego powracano jedynie w rachunkach.
W 1664 öre stanowiło 1/32 riksdalera riksmynt (czyli talara obrachunkowego) i odpowiadało 3 ówczesnym groszom polskim. Po kolejnej reformie w 1752 öre stanowiło 1/64 dukatona, a w 1776 1/96 riksdalera. W 1798 öre zostało wycofane, a jego miejsce zajął szyling (skilling), który miał wartość odpowiadającą 2 öre.
Öre powrócił w 1855 na skutek reformy wprowadzającej system dziesiętny. Według nowego systemu öre stanowił 1/100 riksdalera riksmynt (talara obrachunkowego) lub 1/400 riksdalera specie (czyli pełnego talara szwedzkiego). Monety o wartości 10 öre lub większe bito ze srebra, natomiast monety o wartości 1, 2 i 5 öre bito z miedzi. Nowe öre przywrócone na skutek reformy poza nazwą nie miało nic wspólnego z öre wycofanym w 1798.
W 1873 Dania i Szwecja ujednoliciły swoje systemy monetarne tworząc Skandynawską Unię Monetarną. W Szwecji jednostką podstawową stała się korona równa 100 öre. Nowa waluta opierała się na złocie, a ponieważ według umowy z 1 kg złota wybijano 2480 koron, oznaczało to, że jednemu gramowi złota odpowiadało 248 öre.
Ponieważ na skutek referendum 14 września 2003 Szwecja nie przyjęła euro, szwedzki system walutowy oparty na koronie dzielącej się na 100 öre trwa do dziś. 30 września 2010 50 öre zostało wycofane z obiegu. Najmniejszą monetą jest 1 korona.

## Spadek wartości öre na przestrzeni wieków
W okresie, gdy öre bito z miedzi, jego parytet w srebrze wyznaczony został przez kurs wobec większych monet srebrnych.
| Rok       | Srebro w gramach | Podstawa            |
| --------- | ---------------- | ------------------- |
| XIII wiek | 12               | 24 fenigi           |
| XIV wiek  | 4.8              | 24 fenigi           |
| 1389      | 3.15             | 3 örtugi            |
| 1439      | 2.55             | 3 örtugi            |
| 1497      | 2.34             | 3 örtugi            |
| 1512      | 2.13             | 3 örtugi            |
| 1532      | 1.12             | 1 öre               |
| 1534      | 0.88             | 1/32 talara         |
| 1624      | 0.58             | 1/48 talara         |
| 1664      | 0.54             | 1/52 talara         |
| 1664      | 0.45             | 1/16 carolina       |
| 1718      | 0.29             | 1/16 carolina       |
| 1752      | 0.44             | 1/48 dukatona       |
| 1776      | 0.27             | 1/96 riksdalera     |
| 1855      | 0.064            | 1/400 speciesdalera |